# Крузель, Густав
Густав Самуэль Крузель (швед. Gustaf Samuel Crusell; 30 июня 1810, Йокиойнен, Великое княжество Финляндское — 24 октября 1858, Санкт-Петербург, Российская империя) — финский врач шведского происхождения.

## Биография
Родился 30 июня 1810 года в Йокиойнене, в Великом княжестве Финляндском.
В 1840 году — доктор медицины в Гельсингфорсе. В 1845 году в Москве, а в 1849 — в Петербурге устроил частную лечебницу для пользования гальванокаустикой. В 1857 году приват-доцент в Гельсингфорсе.
Крузель был один из первых, изучавших применение гальванизма в медицине, приписывая ему исключительно химическое действие. Убедившись, что положительный полюс действует прижигающим образом, образуя струп, а отрицательный обнаруживает растворяющее действие, он делал многочисленные опыты применения гальванизма к лечению стриктур, рака, язв и т. п. и составил целую коллекцию необходимых инструментов. Его пирокаустический аппарат — прототип прижигателя Пакелена. Им написан ряд сочинений о применении гальванизма на шведском, французском и немецком языках.
Скончался 24 октября 1858 года в Санкт-Петербурге.